# Hassan Shemshaki
Hassan Shemshaki (persisch حسن شمشكي; * 22. Mai 1974 in Teheran) ist ein ehemaliger iranischer Skirennläufer.

## Karriere
Shemshaki gab sein internationales Renndebüt 18. Januar 1996 bei einem FIS-Riesenslalom in Padola di Comelico. Zwei Jahre später vertrat er zum ersten und einzigen Mal den Iran bei Olympischen Winterspielen. Bei den Wettkämpfen in Sapporo erreichte mit Rang 30 im Slalom auf Anhieb das beste Ergebnis eines iranischen Skirennläufers bei Olympischen Winterspielen. Zuvor war dies ein 32. Platz im Slalom durch Feizollah Bandali bei den Olympischen Winterspielen 1972 gewesen.
Nach den Winterspielen startete Shemshaki noch vereinzelt bei FIS-Rennen in der Türkei und im Iran. Sein letztes internationales Rennen bestritt er am 16. Februar 2001 in Dizin, danach ist er als Rennläufer nicht mehr in Erscheinung getreten.

## Erfolge

### Olympische Winterspiele
- Nagano 1998: 30. Slalom

### Weitere Erfolge
- 3 Podestplätze bei FIS-Rennen